# Парламентские выборы в Молдове (апрель 2009)
Парламентские выборы в Молдавии 5 апреля 2009 — шестые выборы парламента в Республике Молдова. В выборах приняли участие 12 политических партий и 5 независимых кандидатов. Избирательный порог для партий — 6 %, для независимых кандидатов — 3 %. Явка среди гражданского населения составила 57,54 % (1 556 083 человека) от занесённых в избирательные списки избирателей, в связи с чем, выборы были объявлены состоявшимися.
Согласно результатам выборов, победу одержала правящая партия коммунистов, получившая 49,48 % голосов, 60 мест в парламенте (из 101) и возможность формировать правительство. Коммунистам не хватило одного парламентского мандата для избрания президента.
Лидеры оппозиции выступили с заявлением о подложности результатов выборов и призвали к проведению перевыборов. Организованный в знак протеста оппозиционный митинг в Кишинёве перерос в 7 апреля в массовые беспорядки, в результате которых были ранены более 300 человек и серьёзно повреждено здание парламента Молдавии.
В результате бойкота оппозицией процедуры избрания президента Молдавии, парламент был распущен и были назначены новые парламентские выборы, прошедшие 29 июля 2009 года.

## Участники
Избирательный порог для прохождения в Парламент составлял:
- для политических партий — 6 %
- для политических блоков, состоящих из двух партий — не разрешены законодательством
- для политических блоков, состоящих из трёх и более партий — не разрешены законодательством
- для независимых кандидатов — 3 %.

Порог явки — 1/2

### Политические партии
- Социал-демократическая партия (лидер списка — Дмитрий Брагиш)
- Либеральная партия (лидер списка — Михай Гимпу)
- Альянс «Наша Молдова» (лидер списка — Серафим Урекян)
- Христианско-демократическая народная партия (лидер списка — Юрий Рошка)
- Партия коммунистов Республики Молдова (лидер списка — Владимир Воронин)
- Либерал-демократическая партия Молдовы (лидер списка — Владимир Филат)
- Демократическая партия Молдовы (лидер списка — Дмитрий Дьяков)
- Центристский союз Молдовы (лидер списка — Василий Тарлев)
- Движение «Acţiunea Europeană (Европейское действие») (лидер списка — Анатолий Петренко)
- Партия «Moldova Unită — Единая Молдова»[англ.] (лидер списка — Анна Ткач)
- Партия консерваторов (лидер списка — Наталья Нирка)
- Республиканская партия Молдовы (лидер списка — Валериан Хортоломей)

### Независимые кандидаты
- Сергей Банарь
- Штефан Урыту
- Виктор Рэйлян
- Татьяна Цымбалист
- Александр Ломакин

## Предыстория
Экологическая партия Молдовы «Зелёный альянс», партия «За народ и страну», союз труда «Патрия-Родина» и независимый кандидат Валентина Кушнир до начала выборов по собственному желанию выбыли из борьбы.
Напряжённая ситуация возникла вокруг проведения выборов в селе Коржово, расположенном на левом берегу Днестра и находящимся под контролем Приднестровской Молдавской Республики. Приднестровская сторона объявила, что «не видит оснований для открытия избирательного участка на территории микрорайона Коржево города Дубоссары», а молдавская сторона обвинила приднестровскую таможню в незаконном аресте урн для голосования, которые пытались доставить в Коржово.
Перед выборами, некоторые политические партии предъявили требования обеспечить право голоса молдавским гражданам, которые трудятся за границей. Эти требования обусловлены огромным числом молдавских гастарбайтеров, проживающих за пределами республики. Это число по официальным данным составляет 200—300 тысяч человек, а по неофициальным до 1 млн. По оценкам экспертов, за границами Молдавии находится примерно 400—600 тысяч человек.

## Ход выборов
Избирательные участки в Молдавии были открыты с 7:00 до 21:00. За ходом выборов следило 5,5 тысяч наблюдателей. По мнению международных наблюдателей, выборы в целом проходили в конкурентной обстановке, предлагая избирателям отличные от других политические альтернативы. Несмотря на отмеченные нарушения, наблюдатели от ОБСЕ и Парламентской ассамблеи Совета Европы положительно оценили выборы. Наблюдатели от СНГ заявили, что серьёзных нарушений зафиксировано не было, а выявленные нарушения не могли существенно повлиять на итоги выборов.
В то же время, наблюдатель от ОБСЕ Эмма Николсон заявила, что отчёт ОБСЕ был слишком мягок и ряд нарушений не был в него включён. По её словам, 6 апреля к часу ночи коммунисты имели около 35 процентов голосов, а оппозиция — около 45 процентов. К 8 часам цифры резко изменились в пользу правящей партии.
Явка составила 59,49 % от занесённых в избирательные списки избирателей. Самая низкая явка была зафиксирована в Бельцах (50,94 %), самая высокая — в Бессарабском районе (81,42 %). Явка в Кишинёве составила 61,46 %.

## Результаты
По предварительным данным на 13:00 6 апреля, после обработки 97,93 % бюллетеней, Партия коммунистов получила 49,96 % голосов избирателей, Либеральная партия — 12,79 % голосов, Либерал-демократическая партия — 12,26 %, Альянс «Наша Молдова» — 9,81 %. Лидеры оппозиции, заявили о подложности результатов, потребовали перевыборов и пообещали начать массовые акции протеста. Вечером того же дня около 2 тысяч молодых людей собрались у памятника Стефану Великому центре Кишинёва на акцию протеста и двинулась в сторону президентуры, перекрыв центральную улицу столицы. Манифестанты скандировали лозунги: «Долой коммунистов!», «Лучше быть мертвым, чем коммунистом!», «Свобода!», «Перемены — это мы!».
12 апреля Президент Владимир Воронин подал в Конституционный суд Молдавии ходатайство о пересчёте результатов выборов. Суд одобрил прошение и назначил пересмотр на 15 апреля. Результаты пересчёта были опубликованы 21 апреля и не выявили существенных расхождений с первоначальными данными.
Окончательные результаты выборов на 21 апреля (100 % подсчитанных голосов, по состоянию до и после пересчёта):
| Партия                                                                    | До пересчёта | До пересчёта | После пересчёта | После пересчёта | Мандатов | Мандатов % |
| Партия                                                                    | Голосов      | Голосов %    | Голосов         | Голосов %       | Мандатов | Мандатов % |
| ------------------------------------------------------------------------- | ------------ | ------------ | --------------- | --------------- | -------- | ---------- |
| Партия коммунистов Республики Молдова                                     | 760 139      | 49,48        | 760 551         | 49,48           | 60       | 59,41      |
| Либеральная партия                                                        | 201 812      | 13,14        | 201 879         | 13,13           | 15       | 14,85      |
| Либерал-демократическая партия Молдовы                                    | 190 932      | 12,43        | 191 113         | 12,43           | 15       | 14,85      |
| Альянс «Наша Молдова»                                                     | 150 110      | 9,77         | 150 155         | 9,77            | 11       | 10,89      |
| Социал-демократическая партия                                             | 56 855       | 3,70         | 56 866          | 3,70            | —        | —          |
| Христианско-демократическая народная партия                               | 46 549       | 3,03         | 46 654          | 3,04            | —        | —          |
| Демократическая партия Молдовы                                            | 45 623       | 2,97         | 45 698          | 2,97            | —        | —          |
| Центристский союз Молдовы                                                 | 42 242       | 2,75         | 42 211          | 2,75            | —        | —          |
| Движение «Европейское действие»                                           | 15 447       | 1,01         | 15 481          | 1,01            | —        | —          |
| Независимый кандидат Сергей Банарь                                        | 8751         | 0,57         | 8759            | 0,57            | —        | —          |
| Партия консерваторов                                                      | 4384         | 0,29         | 4399            | 0,29            | —        | —          |
| Партия «Moldova Unită — Единая Молдова»                                   | 3360         | 0,22         | 3357            | 0,22            | —        | —          |
| Независимый кандидат Штефан Урыту                                         | 2796         | 0,18         | 2803            | 0,18            | —        | —          |
| Независимый кандидат Александр Ломакин                                    | 2576         | 0,17         | 2591            | 0,17            | —        | —          |
| Независимый кандидат Татьяна Цымбалист                                    | 2465         | 0,16         | 2467            | 0,16            | —        | —          |
| Республиканская партия Молдовы                                            | 1438         | 0,09         | 1436            | 0,09            | —        | —          |
| Независимый кандидат Виктор Рэйлян                                        | 665          | 0,04         | 667             | 0,04            | —        | —          |
| Экологическая партия Молдовы «Зелёный альянс»                             | —            | —            | —               | —               | —        | —          |
| Партия «Pentru Neam și Țară (За народ и Отечество)»                       | —            | —            | —               | —               | —        | —          |
| Союз труда «Patria-Родина»                                                | —            | —            | —               | —               | —        | —          |
| Независимый кандидат Валентина Кушнир                                     | —            | —            | —               | —               | —        | —          |
| Всего (явка 58,36 % / 57,54 %)                                            | 1 536 144    | 100 %        | 1 537 087       | 100 %           | 101      | 100 %      |
| Источник: alegeri.md Архивная копия от 15 октября 2010 на Wayback Machine |              |              |                 |                 |          |            |

## Беспорядки

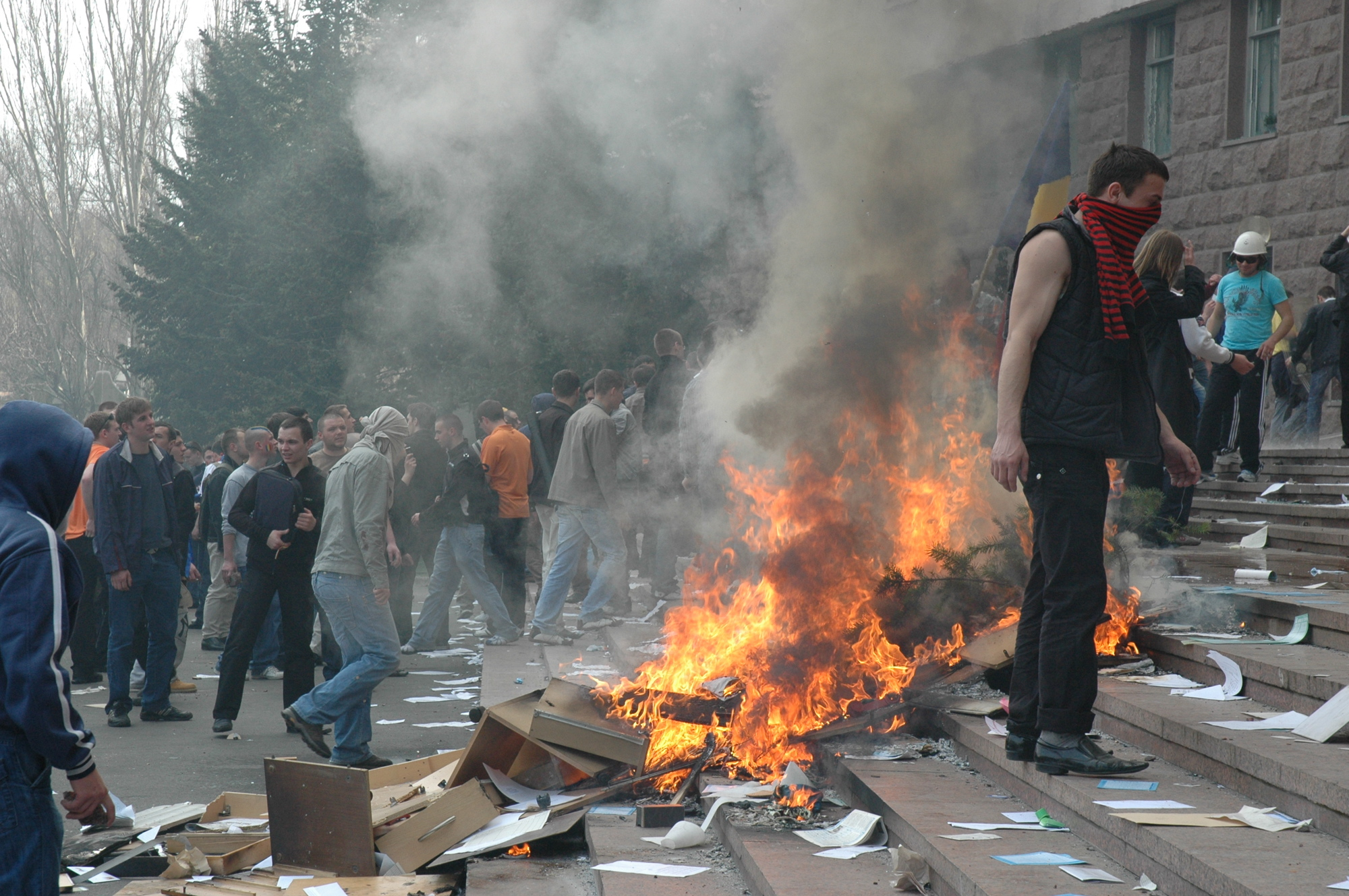
Костры вокруг здания парламента

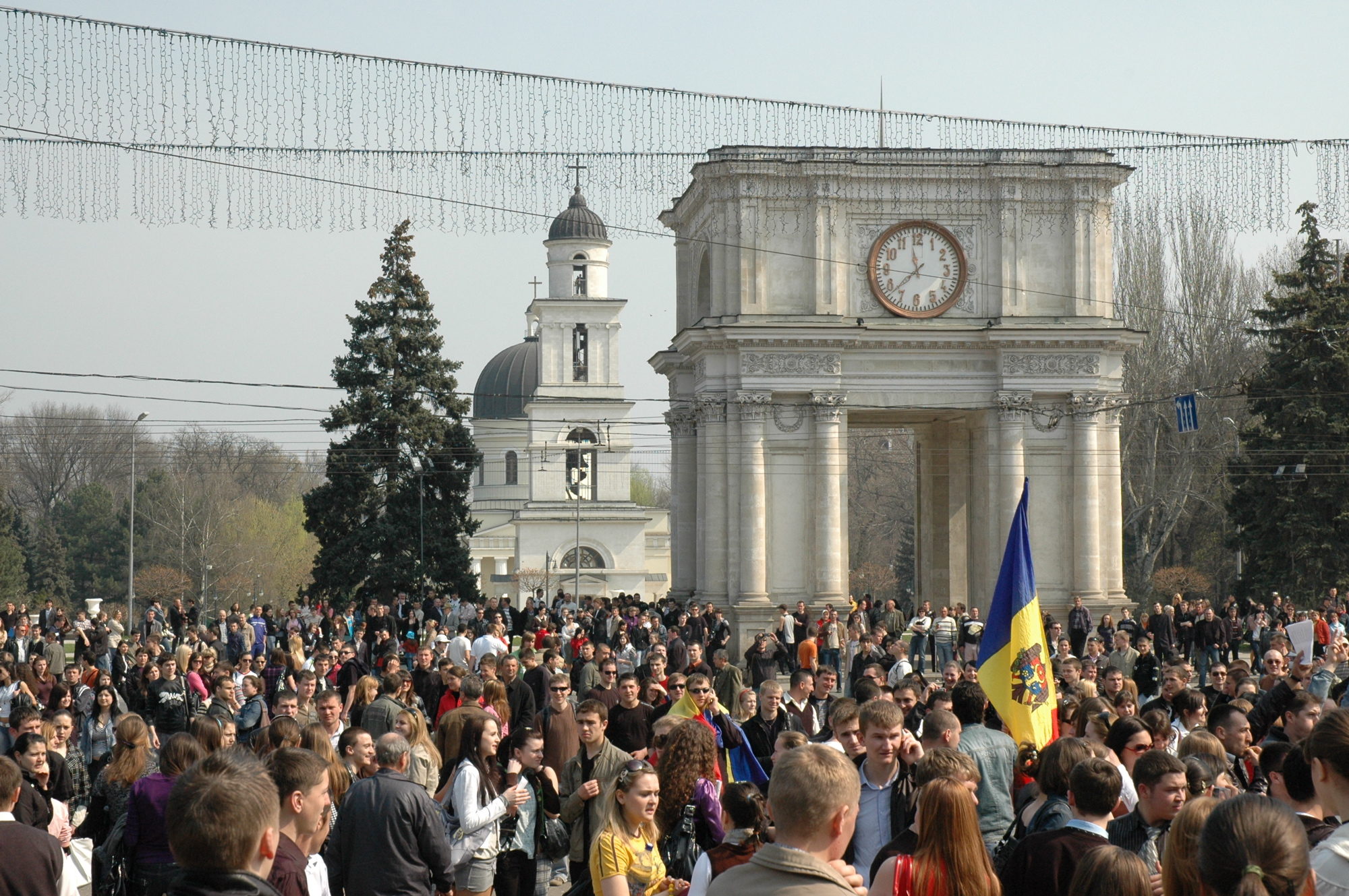
Акция протеста на центральной площади Кишинёва

7 апреля оппозиционный митинг в центре Кишинёва перерос в беспорядки. В ходе беспорядков митингующие проникли в президентский дворец, водрузив над входом флаг Румынии, а на шпиле над зданием — флаг Евросоюза. Вечером 7 апреля перед зданием парламента горели костры, в которых сжигалось всё, что демонстранты выбрасывали из окон здания. Протестующие полностью захватили здание парламента.
Владимир Воронин обвинил лидеров оппозиции в совершении попытки государственного переворота. Впоследствии, в интервью РИА Новости, Воронин заявил, что здания Президентуры и Парламента были оставлены манифестантам сознательно.
К полуночи пожар в здании парламента Молдавии был потушен, участники митинга стали расходиться и полиция восстановила контроль над центром города.
Инициативная группа, в которую вошла журналистка Наталья Морарь, призывавшая к акции протеста 6 апреля, обвинила лидера Либераль-демократической партии Владимира Филата в организации массовых беспорядков.
На экстренном заседании правительства 8 апреля Владимир Воронин заявил о введении визового режима для граждан Румынии и объявлении посла этой страны персоной нон грата. По словам Воронина, эти действия предприняты в ответ на вмешательство Румынии во внутренние дела республики и участие румынских граждан в беспорядках в Кишинёве.
В результате волнений около 300 человек было ранено. Более 200 человек было задержаны полицией. Многие из них заявили об избиениях и пытках, применявшихся к ним представителями полиции. Также органы правопорядка были обвинены в смерти трёх человек, погибших 7 апреля и предположительно участвовавших в акции протеста.

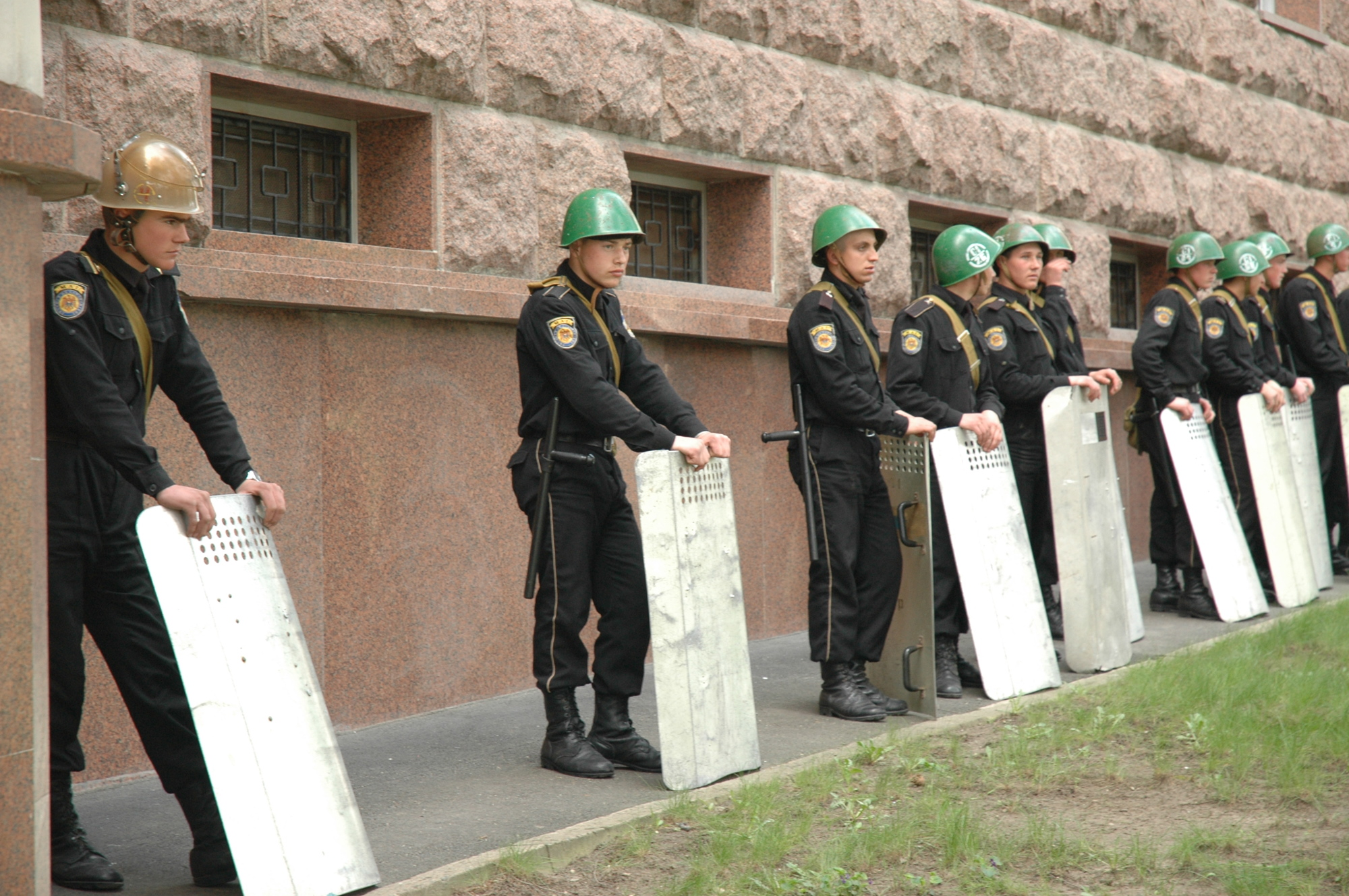
Молдавские полицейские

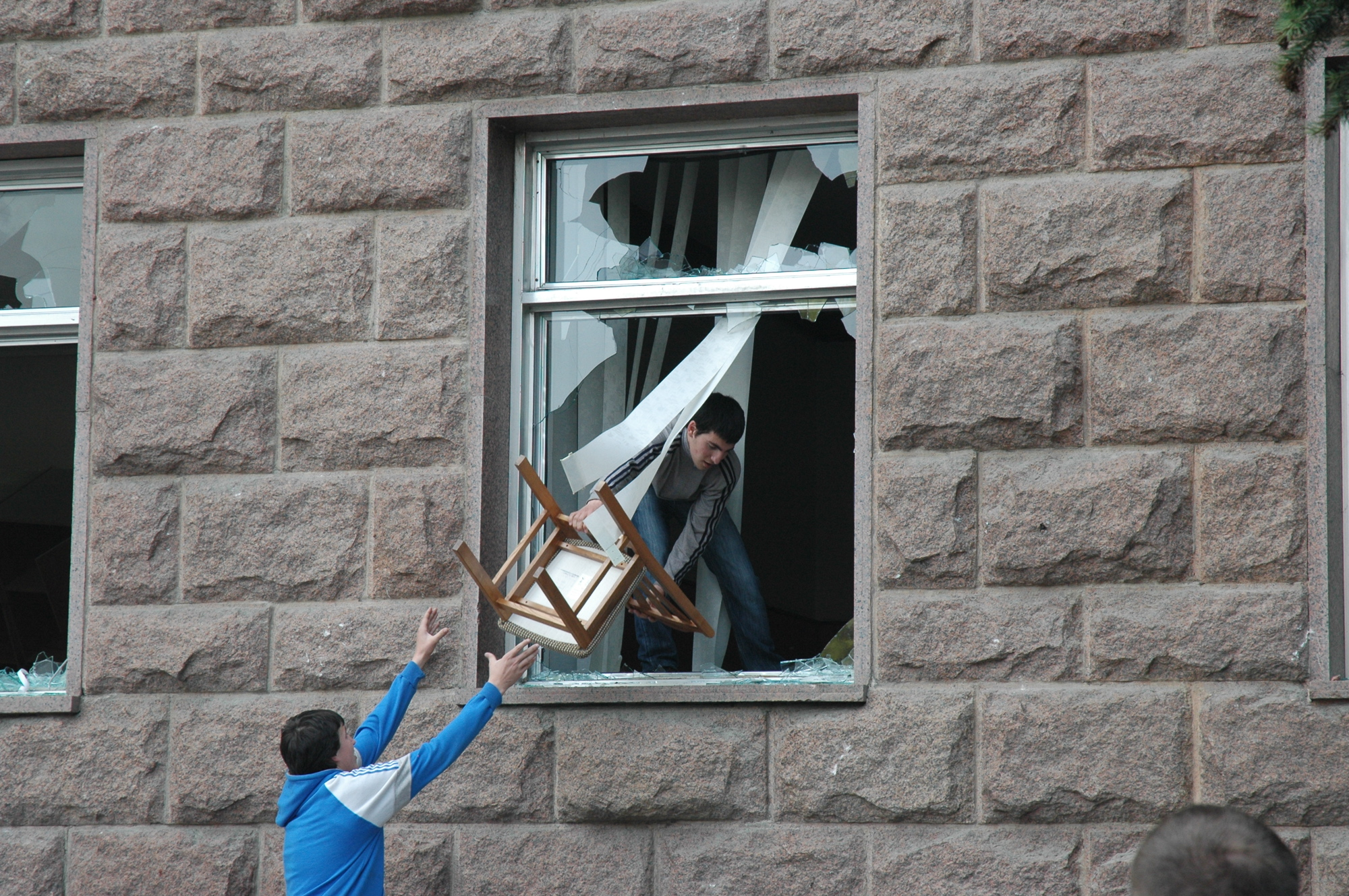
Погром здания парламента в Кишинёве